# Xã Nippawalla, Quận Barber, Kansas
Xã Nippawalla (tiếng Anh: Nippawalla Township) là một xã thuộc quận Barber, tiểu bang Kansas, Hoa Kỳ. Năm 2010, dân số của xã này là 35 người.